# Schramberg
Schramberg is een plaats en gemeente in de Duitse deelstaat Baden-Württemberg, gelegen in het Landkreis Rottweil. De stad telt 21.059 inwoners.

## Geografie
Schramberg heeft een oppervlakte van 80,7 km² en ligt in het zuidwesten van Duitsland. De stadsdelen Sulgen, Waldmössingen, Heiligenbronn, Schönbronn horen vanouds tot de gemeente, terwijl op 1 mei 2006 ook de voormalige gemeente Tennenbronn werd toegevoegd.

## Stadsdelen
- Heiligenbronn
- Kernstadt
- Schönbronn
- Sulgen
- Tennenbronn
- Waldmössingen

Aichhalden ·
Bösingen ·
Deißlingen ·
Dietingen ·
Dornhan ·
Dunningen ·
Epfendorf ·
Eschbronn ·
Fluorn-Winzeln ·
Hardt ·
Lauterbach ·
Oberndorf am Neckar ·
Rottweil ·
Schenkenzell ·
Schiltach ·
Schramberg ·
Sulz am Neckar ·
Villingendorf ·
Vöhringen ·
Wellendingen ·
Zimmern ob Rottweil